# Grand Prix automobile de Monaco 1937

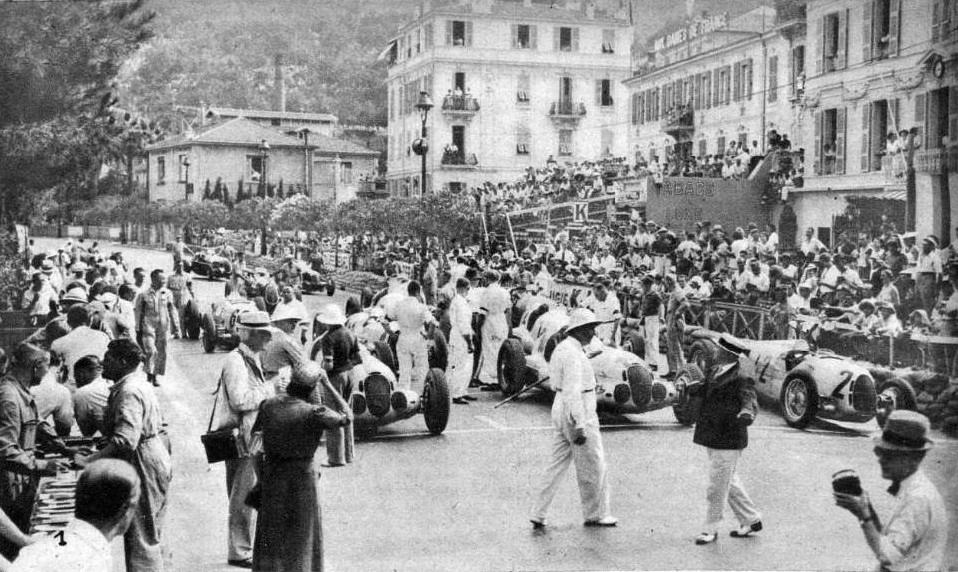
Le départ.

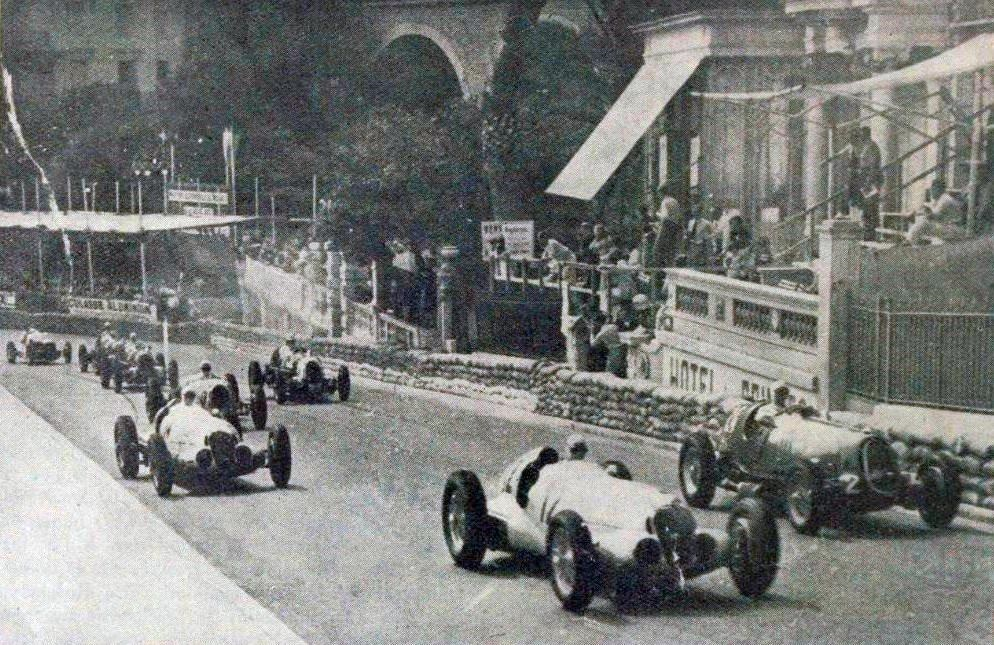
Rampe de Sainte-Dévote peu après.

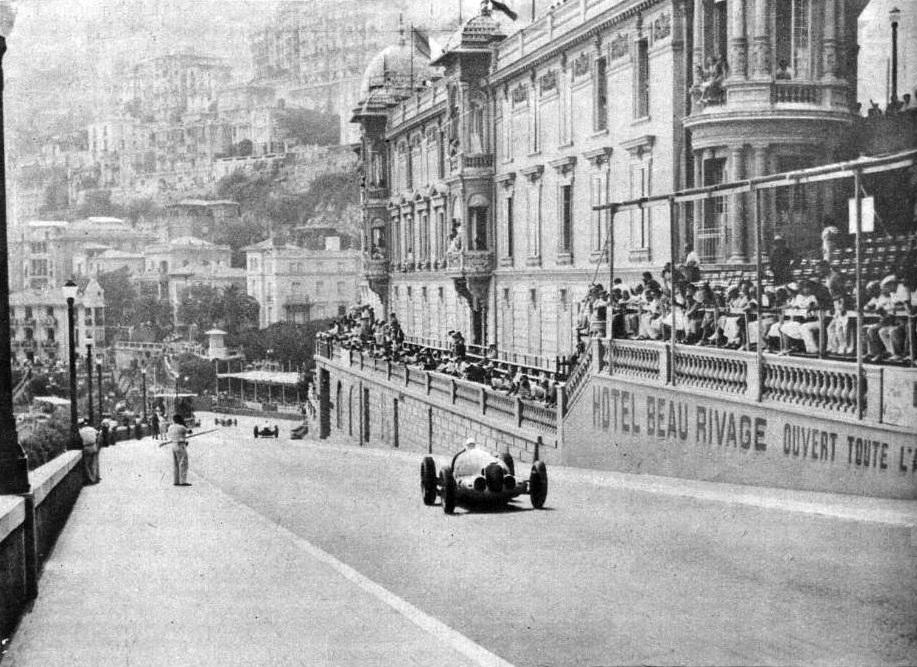
L'ascension de la rampe, par Rudolf Caracciola.

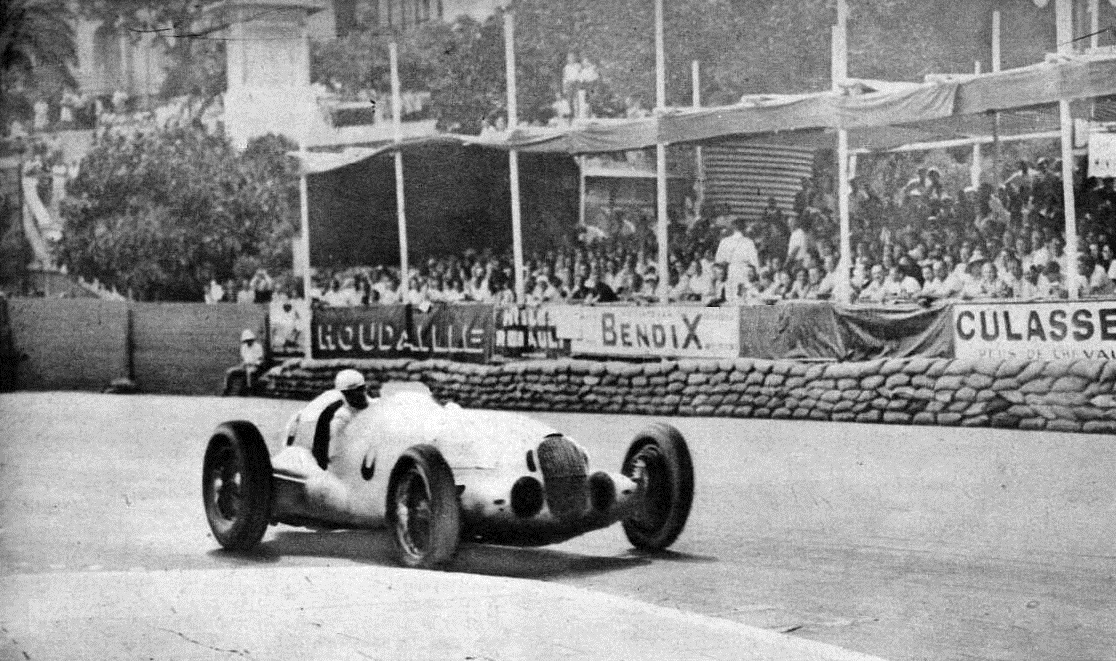
Ce même Caracciola, durant la course.

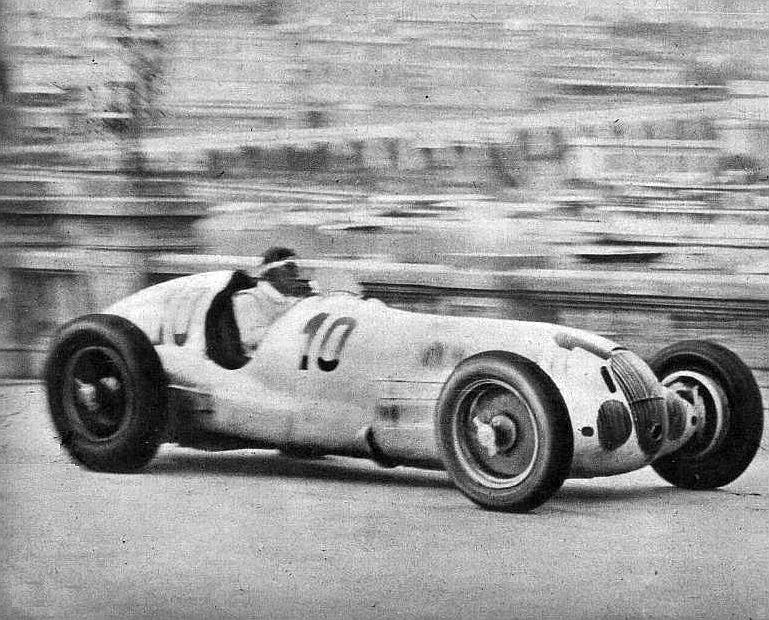
Manfred von Brauchitsch, le vainqueur.

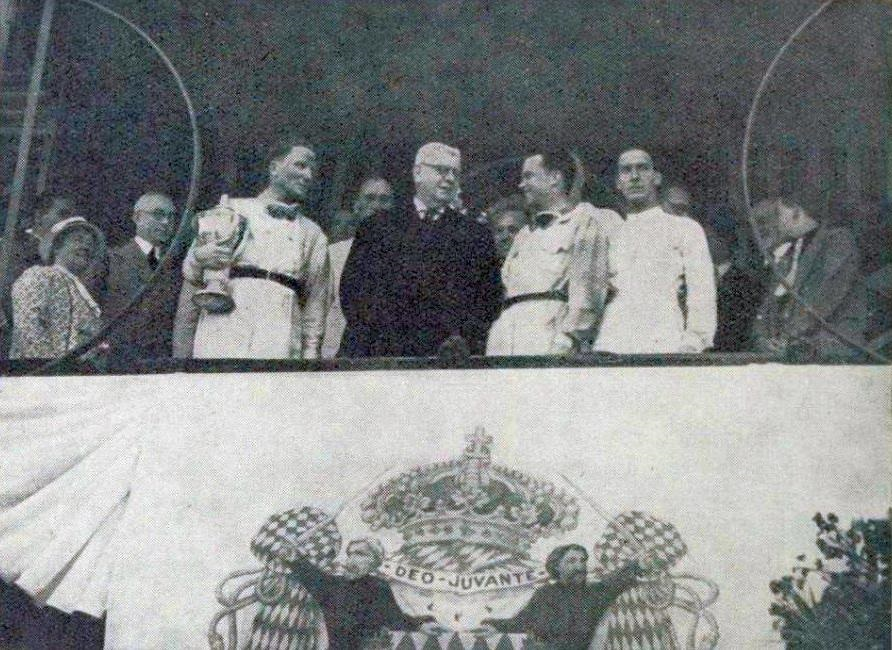
Arrivée : G. à D. von Brauchitsch, Rainier II, Caracciola, et Christian Kautz.

Le Grand Prix de Monaco 1937 est un Grand Prix comptant pour le Championnat d'Europe des pilotes, qui s'est tenu sur le circuit de Monaco le 8 août 1937.

## Grille de départ
| 1re ligne | Pos. 3                            |                                  | Pos. 2                                     |                                   | Pos. 1                                |
| --------- | --------------------------------- | -------------------------------- | ------------------------------------------ | --------------------------------- | ------------------------------------- |
|           | Rosemeyer Auto Union 1 min 49 s 0 |                                  | Von Brauchitsch Mercedes-Benz 1 min 48 s 4 |                                   | Caracciola Mercedes-Benz 1 min 47 s 5 |
| 2e ligne  |                                   | Pos. 5                           |                                            | Pos. 4                            |                                       |
|           |                                   | Kautz Mercedes-Benz 1 min 49 s 7 |                                            | Stuck Auto Union 1 min 49 s 2     |                                       |
| 3e ligne  | Pos. 8                            |                                  | Pos. 7                                     |                                   | Pos. 6                                |
|           | Farina Alfa Romeo 1 min 53 s 4    |                                  | Zehender Mercedes-Benz 1 min 53 s 3        |                                   | Hasse Auto Union 1 min 51 s 6         |
| 4e ligne  |                                   | Pos. 10                          |                                            | Pos. 9                            |                                       |
|           |                                   | Ruesch Alfa Romeo 1 min 55 s 8   |                                            | Pintacuda Alfa Romeo 1 min 55 s 6 |                                       |
| 5e ligne  | Pos. 13                           |                                  | Pos. 12                                    |                                   | Pos. 11                               |
|           | Hartmann Maserati 2 min 3 s 3     |                                  | Sommer Alfa Romeo 1 min 57 s 6             |                                   | Brivio Alfa Romeo 1 min 56 s 7        |
| 6e ligne  |                                   | Pos. 15                          |                                            | Pos. 14                           |                                       |
|           |                                   | Biondetti Maserati 2 min 10 s 4  |                                            | Soffietti Maserati 2 min 4 s 9    |                                       |

## Classement de la course
| Pos  | no | Pilote                  | Écurie             | Châssis            | Tours | Temps/Abandon                                   | Grille | Points |
| ---- | -- | ----------------------- | ------------------ | ------------------ | ----- | ----------------------------------------------- | ------ | ------ |
| 1    | 10 | Manfred von Brauchitsch | Daimler-Benz AG    | Mercedes-Benz W125 | 100   | 3 h 7 min 23 s 9                                | 2      | 1      |
| 2    | 8  | Rudolf Caracciola       | Daimler-Benz AG    | Mercedes-Benz W125 | 100   | + 1 min 24 s 3                                  | 1      | 2      |
| 3    | 12 | Christian Kautz         | Daimler-Benz AG    | Mercedes-Benz W125 | 98    | + 2 tours                                       | 5      | 3      |
| 4    | 4  | Hans Stuck              | Auto Union         | Auto Union Type C  | 97    | + 3 tours                                       | 4      | 4      |
| 4    | 4  | Bernd Rosemeyer         | Auto Union         | Auto Union Type C  | 97    | + 3 tours                                       | 4      | n/a    |
| 5    | 14 | Goffredo Zehender       | Daimler-Benz AG    | Mercedes-Benz W125 | 97    | + 3 tours                                       | 7      | 4      |
| 6    | 24 | Giuseppe Farina         | Scuderia Ferrari   | Alfa Romeo 12C-36  | 97    | + 3 tours                                       | 8      | 4      |
| 7    | 18 | Raymond Sommer          | Privé              | Alfa Romeo Monza   | 95    | + 5 tours                                       | 12     | 4      |
| 8    | 32 | Hans Ruesch             | Privé              | Alfa Romeo Monza   | 92    | + 8 tours                                       | 10     | 4      |
| 9    | 24 | Carlo Maria Pintacuda   | Scuderia Ferrari   | Alfa Romeo Monza   | 87    | + 13 tours                                      | 9      | 4      |
| Abd. | 20 | László Hartmann         | Privé              | Maserati 8CM       | 69    | Moteur                                          | 13     | 5      |
| Abd. | 28 | Clemente Biondetti      | Scuderia Maremmana | Maserati 6C-34     | 27    | Moteur                                          | 15     | 6      |
| Abd. | 22 | Antonio Brivio          | Scuderia Ferrari   | Alfa Romeo 12C-36  | 21    | Radiateur                                       | 11     | 7      |
| Abd. | 2  | Bernd Rosemeyer         | Auto Union         | Auto Union Type C  | 19    | Problèmes de direction à la suite d'un accident | 3      | 7      |
| Abd. | 30 | Luigi Soffietti         | Privé              | Maserati 6C-34     | 3     | Fuite d'essence                                 | 14     | 7      |
| Abd. | 36 | Rudolf Hasse            | Auto Union         | Auto Union Type C  | 1     | Accident                                        | 6      | 7      |
| Np.  | 10 | Paul Pietsch            | Privé              | Maserati 6C-34     |       | Fuite d'huile                                   |        | 8      |

- Légende: Abd.=Abandon - Np.=Non partant.

## Pole position & Record du tour
- Pole position : Rudolf Caracciola en 1 min 47 s 5.
- Tour le plus rapide : Rudolf Caracciola en 1 min 46 s 5.